# Can Calonis
Can Calonis o Can Rajol o Casa nova d’en Frega és un edifici del municipi de Vidreres (Selva) inclosa en l'Inventari del Patrimoni Arquitectònic de Catalunya.

## Descripció
Es tracta d'un edifici de planta rectangular amb dues plantes i golfes a la part central. Té la coberta a dues aigües a laterals interrompuda per les golfes, que actuen com un pis superior i enlairat que dona al mas una estructura basilical.
Les obertures són rectangulars i, excepte la finestra de les golfes, que és de rajols i fusta, totes són emmarcades de pedra. La llinda de l'accés principal té un seguit de rajols col·locats verticalment a sobre (en forma triangular-piramidal) per què el pes de la paret no recaigui tant en la llinda monolítica. La planta baixa està dotada d'un arrebossat i la coberta interior consta d'una volta catalana de rajol.
A la part posterior de la casa hi ha una gran xemeneia.
A l'entorn immediat del mas hi ha un paller, cobert de teules i bigues de fusta i fet de pedra i rajol, i un pou. A la part posterior hi ha dos construccions afegides que funcionaven com a corts pel bestiar, coberts a un vessant i aprofitant les parets de la casa. També s'han tancat algunes finestres originals.

## Història
La llinda de la porta principal porta la inscripció següent: “MIQVEL CANTALOSELLA 1821”